# Uvaria ovata
Uvaria ovata este o specie de plante angiosperme din genul Uvaria, familia Annonaceae. A fost descrisă pentru prima dată de Vahl și Michel Félix Dunal, și a primit numele actual de la A. Dc..

## Subspecii
Această specie cuprinde următoarele subspecii:
- U. o. afzeliana
- U. o. afzeliana